# Kletečná
Kletečná är en kulle i Tjeckien.   Den ligger i regionen Ústí nad Labem, i den nordvästra delen av landet, 60 km nordväst om huvudstaden Prag. Toppen på Kletečná är 706 meter över havet, eller 234 meter över den omgivande terrängen. Bredden vid basen är 1,7 km.
Terrängen runt Kletečná är huvudsakligen kuperad, men åt nordväst är den platt.Runt Kletečná är det ganska tätbefolkat, med 78 invånare per kvadratkilometer. Närmaste större samhälle är Ústí nad Labem, 11,2 km norr om Kletečná. I omgivningarna runt Kletečná växer i huvudsak blandskog.